# Savoy Brown
A Savoy Brown (eredetileg Savoy Brown Blues Band) egy brit blues-rock együttes. 1966-ban  alakult meg Londonban, a Battersea városrészben. Különösen az Amerikai Egyesült Államokban voltak sikerei. Jelenlegi tagjai: Kim Simmonds, Pat DeSalvo és Garnet Grimm.

## Története
Eredetileg Kim Simmonds (gitár) és John o'Leary (szájharmonika) alakították. Az együttesnek eddig 39 nagylemeze jelent meg, beleértve a koncert- és válogatáslemezeket is.

## Tagjai
Jelenlegi tagjai
- Kim Simmonds – gitár, billentyűsök, szájharmonika, vokál (1965 óta)
- Pat DeSalvo – basszus (2009 óta)
- Garnet Grimm – dobok (2009 óta)

Korábbi tagjai
| - Leo Manning – dobok (1965–1967) - Ray Chappell – basszus (1965–1967) - Brice Portius – vokál (1965–1967) - John O'Leary – harmonika (1965–1967) - Trevor Jeavons – billentyűsök (1965) - Bob Hall – billentyűsök (1965–1970) - Martin Stone – gitár (1967) - Chris Youlden – vokál (1967–1970) - Bob Brunning – basszus (1967–1968) - Dave Peverett – gitár, vokál (1967–1971, 1992–1994) - Hughie Flint – dob (1967–1968) - Rivers Jobe – basszus (1968) - Bill Bruford – dob (1968) - Roger Earl – dob (1968–1971; Guest – 1994–1999) - Tony Stevens – basszus (1968–1971) - Paul Raymond – billentyűsök, gitár (1971–1974, 1974–1976) - Dave Bidwell – dob (1971–1974, 1974–1975) - Dave Walker – vokál (1971–1972, 1986–1991) - Andy Silvester – basszus (1971–1972) | - Andy Pyle – basszus (1972–1974) - Ron Berg – dob (1972–1974) - Jackie Lynton – vokál (1972–1974) - Miller Anderson – gitár, vokál (1973–1974) - Eric Dillon – dob (1973–1974) - Jimmy Leverton – basszus (1973–1974) - Stan Webb – gitár, vokál (1973–1974) - Tom Farnell – dob (1974–1978) - Andy Rae – basszus (1974–1975) - Ian Ellis – basszus (1975–1978) - Don Cook – basszus (1978–1980) - Richard Carmichael – dob (1978–1980) - Keith Boyce – dob (1980–1982) - John Humphrey – basszus (1980–1982) - Steve Lynch – gitár (1980) - Ralph Morman – vokál (1980–1982) - Barry Paul – gitár (1980–1982) - Speedo Jones – vokál, szájharmonika (1985–1986) - Chris Romanelli – basszus (1985–1986) - Jimmy Dagnesi – basszus (1986–1989) - Al Macomber – dob (1986–1989) - Jimmy Kunes – vokál (1986) | - Jeff Howell – basszus (1986/1989) - Shmutza-Hideous – ütősök (1986–1988) - Miffy Smith – billentyűsök (1986-1988) - Pete Mendillo – dob (1989–1991) - Lou Kaplan – basszus (1989–1990) - Jeff Adams – gitár (1990–1991) - Steve Behrendt – dob (1990–1991) - Loren Kraft – basszus (1990–1991) - Pete McMahon – vokál, harmonika (1991–1994) - Phil McCormack – vokál (1991–1992) - Joe Pierleoni – dob (1991–1992) - Andy Ramirez – basszus (1991–1992) - Jim Heyl – basszus (1992–1994) - Dave Olson – dob (1992–1994) - Tom Compton – dob (1994–1999) - Nathaniel Peterson – basszus, vokál(1994–1999) - Gerry Sorrentino – basszus (1999–2009) - Dennis Cotton – dob (1999–2007) - David Malachowski – gitár (1999–2005) - Mario Staiano – dob (2005–2009) - Joe Whiting – szóló vokál, szaxofon (2009–2012; Guest – 1991–1992) |

### Vendégzenészek
| - Sue Glover – háttérvokál (1972–1974) - Sunny Leslie – háttérvokál (1972–1974) - Barry Murray – ütősök (1972–1974) - Frank Ricotti – ütősök (1972–1974) - Stan Sulzmann – szaxofon (1972–1974) - Robert Martin – billentyűsök (1986–1989) - Bobby Sexton – billentyűsök (1986–1989) - Les Baker – billentyűsök (1986–1988) - Steve Klong – ütősök (1988–1989) | - Paul Aronson – ütősök (1989–1990) - Hubert Sumlin – gitár (1992–1994) - Leo Lyons – basszus (1994–1999) - David Maxwell – billentyűsök száj (1994–1999) - Paul Oscher – szájharmonika (1994–1999) - Duke Robillard – gitár (1994–1999) - Mark Nanni – billentyűsök (1999–2003) - Ron Keck – ütősök (2005–2007) |

## Az együttes diszkográfiája

### Albumok
- Shake Down – 1967 (not issued in the US)
- Getting to the Point – 1968
- Blue Matter – 1969 – US No. 182
- A Step Further – 1969 – US No. 71
- Raw Sienna – 1970 – US No. 121
- Looking In – 1970 – UK No. 50;[3] US No. 39
- Street Corner Talking – 1971 – US No. 75
- Hellbound Train – 1972 – US No. 34
- Lion's Share – 1972 – US No. 151
- Jack the Toad – 1973 – US No. 84
- Boogie Brothers – 1974 – US No. 101
- Wire Fire – 1975 – US No. 153
- Skin 'n' Bone – 1976 – US No. 206
- Savage Return – 1978 – US No. 208
- Rock 'n' Roll Warriors – 1981 – US No. 185
- Greatest Hits – Live in Concert – 1981
- Just Live (recorded 1970) – 1981
- Live in Central Park (recorded 1972) – 1985 (Relix Records RRLP 2014)
- Slow Train – 1986 (Relix Records RRLP 2023)
- Make Me Sweat – 1988
- Kings of Boogie – 1989
- Live and Kickin' – 1990
- Let It Ride – 1992
- Bring It Home – 1994
- Live at the Record Plant (recorded 1975) – 1998
- The Bottom Line Encore Collection (live, recorded 1981) – 1999
- The Blues Keep Me Holding On – 1999
- Looking from the Outside – Live '69 & '70 – 2000
- Jack the Toad – Live 70/72 – 2000
- Strange Dreams – 2003
- You Should Have Been There – 2005
- Steel – 2007
- Too Much of a Good Thing – 2009
- Voodoo Moon – 2011
- Songs From The Road – 2013
- Goin' to the Delta – 2014
- Still Live After 50 Years Volume 1 − 2015
- The Devil to Pay - 2015 (a borítón Kim Simmonds and Savoy Brown)[4][5][6]
- Witchy Feelin' - 2017
- City Night - 2019

### Válogatott kislemezek
- "Run to Me" (1981)

## Külső hivatkozások
- Savoy Brown website
- John O'Leary & Sugarkane
- Illustrated Chris Youlden discography
- literatura.hu